# Sunel
Sunel är en ort i Indien.   Den ligger i distriktet Jhālāwār och delstaten Rajasthan, i den centrala delen av landet, 500 km söder om huvudstaden New Delhi. Sunel ligger 357 meter över havet och antalet invånare är 15 840.
Terrängen runt Sunel är platt. Runt Sunel är det ganska tätbefolkat, med 185 invånare per kvadratkilometer. Närmaste större samhälle är Bhawāniganj, 13,3 km väster om Sunel. Trakten runt Sunel består till största delen av jordbruksmark.